# Handleyomys alfaroi
Handleyomys alfaroi är en däggdjursart som först beskrevs av J. A. Allen 1891.  Handleyomys alfaroi ingår i släktet Handleyomys och familjen hamsterartade gnagare. Inga underarter finns listade i Catalogue of Life.
Kroppslängden (huvud och bål) är 90 till 106 mm, svanslängden är 89 till 101 mm och vikten varierar mellan 20 och 32 g. Arten har 25 till 28 mm långa bakfötter och 14 till 17 mm stora öron. På ovansidan förekommer gulbrun till rödbrun päls som blir mer orange eller ockra vid sidorna. Undersidans päls har en ljusgrå till vit färg. På ovansidan är några svarta hår inblandade. Arten har en mörk svans eller en svans med lite ljusare undersida.
Arten förekommer i Central- och norra Sydamerika från östra Mexiko till Colombia och Ecuador. Den lever i låglandet och i bergstrakter upp till 2500 meter över havet. Habitatet utgörs av skogar och områden nära skogar. Individerna är aktiva på natten och går främst på marken. Upphittade honor var dräktiga med tre respektive fem ungar. Denna gnagare jagas av amazonmotmot.
Beståndet hotas regionalt av skogsröjningar. Hela populationen anses vara stabil. IUCN listar arten som livskraftig (LC).